# Shūgiin
Das Shūgiin (jap. 衆議院; in westlichen Publikationen auch als Repräsentantenhaus oder Abgeordnetenhaus bezeichnet) ist die nach Bevölkerungszahl gewählte Kammer im Zweikammersystem des Kokkai, des japanischen Parlaments. Im politischen System Japans ist es einflussreicher als das Sangiin, das Rätehaus des heutigen Parlaments, und kann dieses bei der Wahl des Premierministers, beim Haushalt und der Ratifizierung internationaler Verträge immer, bei sonstiger Gesetzgebung mit Zweidrittelmehrheit überstimmen.

## Geschichte

### Vorkriegszeit
Mit der Meiji-Verfassung wurde das Kaiserreich Japan nach britischem und preußischem Muster konstitutionalisiert und ein Reichstag (teikoku gikai) aus zwei gleichberechtigten Kammern eingerichtet, dem adeligen Kizokuin (Herrenhaus) und dem gewählten Shūgiin. Anfangs war das Wahlrecht auf Männer über 25 Jahren (passiv: über 30) beschränkt und an einen jährlichen Mindestbetrag an gezahlten Steuern geknüpft. Diese Zensusbeschränkung wurde im Laufe der Zeit gelockert und 1925 ganz aufgehoben. Das Frauenwahlrecht, dessen Einführung vor dem Krieg vom Herrenhaus schon nur für Präfektur- und Gemeindewahlen verhindert worden war, wurde 1945 zu Beginn der Besatzungszeit eingeführt und kam bei der letzten Abgeordnetenhauswahl unter der Reichsverfassung 1946 erstmals zur Geltung.

### Nachkriegszeit
Mit der Japanischen Verfassung wurde das Herrenhaus abgeschafft und durch das Sangiin ersetzt. Außerdem erhielt das Shūgiin zusätzliche Rechte und die Möglichkeit, das Sangiin in bestimmten Fragen zu überstimmen. Des Weiteren wurde die Altersbeschränkung für das aktive Wahlrecht auf 20 Jahre gesenkt.

## Zusammensetzung und Wahl

Die regionalen Verhältniswahlblöcke für das Shūgiin. Die Präfekturen Hokkaidō und Tokio bilden jeweils alleine einen Block.

Von den seit 2017 465 Abgeordneten werden 289 in Einzelwahlkreisen durch einfaches Mehrheitswahlrecht gewählt und 176 über elf regionale Wahlkreise vergeben, sogenannte Verhältniswahl„blöcke“ (比例ブロック hirei burokku). Bezüglich der Sitzverteilung sind Mehrheitswahl und Verhältniswahl völlig voneinander getrennt: ein Grabenwahlsystem.
Ein Wahlkreisgewinner muss mindestens ein Sechstel der gültigen Stimmen erhalten, um gewählt zu sein. Bei der Verhältniswahl dürfen politische Parteien im rechtlichen Sinne auch gleichzeitig in einem Wahlkreis antretende Kandidaten auf ihren Listen nominieren. Die Zuteilung der Verhältniswahlmandate erfolgt nach dem D’Hondt-Verfahren. Die regionalen Blöcke sind: Hokkaidō (8 Sitze), Tōhoku (13), Nord-Kantō (19), Tokio (17), Süd-Kantō (22), Hokuriku-Shin’etsu (11), Tōkai (21), Kinki (28), Chūgoku (11), Shikoku (6) und Kyūshū (20). Die Listenkandidaten werden von den Parteien geordnet, wobei jedoch gleichzeitig in Wahlkreisen antretende Kandidaten oft auf den gleichen Listenplatz gesetzt werden; die Reihenfolge der Kandidaten richtet sich dann bei unterlegenen Wahlkreiskandidaten nach der „Verlustquote“ (惜敗率, sekihairitsu), also der Stimmenzahl des unterlegenen Kandidaten geteilt durch die Stimmenzahl des Wahlkreissiegers.
Vakante Mehrheitswahlsitze werden in den Wahlkreisen durch Nachwahlen gefüllt, die im April und Oktober durchgeführt werden. Bei vakanten Verhältniswahlsitzen rückt der nächste Kandidat der Parteiliste (von der letzten allgemeinen Shūgiin-Wahl) im betroffenen Block automatisch nach.
Wählbar sind japanische Staatsbürger über 25 Jahren, die nicht für bestimmte Straftaten verurteilt worden sind. In Wahlkreisen antretende Kandidaten müssen bei Registrierung 3.000.000 Yen hinterlegen, die zurückerstattet werden, wenn sie mindestens ein Zehntel der gültigen Stimmen erhalten. Parteien müssen für jeden Kandidaten auf der Verhältniswahlliste 6.000.000 Yen (bzw. zusätzliche 3.000.000 Yen für Kandidaten, die gleichzeitig in einem Wahlkreis antreten) hinterlegen. Der rückerstattete Betrag richtet sich nach der Anzahl der gewählten Kandidaten: 3.000.000 Yen für jeden über die Liste gewählten Kandidaten und 6.000.000 Yen für jeden direkt gewählten Listenkandidaten. Mehrheitswahl- & Verhältniswahl-Doppelkandidaten die bei der Mehrheitswahl das 10%-Quorum für die Deposit-Rückerstattung verfehlen, sind auch für die Verhältniswahl disqualifiziert und werden von der Verhältniswahlliste gestrichen.

### Historische Wahlrechtsänderungen
Die Wahlmethode und die Wahlkreiseinteilung wurden im Lauf der Geschichte mehrfach grundlegend geändert. Dabei werden drei Systeme unterschieden:
- Die „großen Wahlkreise“ (大選挙区, dai-senkyo-ku) waren weitgehend deckungsgleich mit Präfekturen, lediglich jede Shi (kreisfreie Städte; damals vor allem Großstädte, z. B. war Tokio bis 1917 die einzige kreisfreie Stadt in der Präfektur Tokio) erhielt einen eigenen Wahlkreis. Sie wurden von 1902 bis 1917 verwendet, wobei die Abgeordneten mit nicht übertragbarer Einzelstimmgebung (in Wahlkreisen mit nur einem Mandat identisch mit einfachem Mehrheitswahlrecht) gewählt wurden. Bei der Wahl von 1946 kamen die „großen Wahlkreise“ erneut zum Einsatz, diesmal allerdings ohne Wahlkreise für die Großstädte, dafür wurden die größten Präfekturen in zwei Wahlkreise geteilt. 1946 wurden die Abgeordneten dabei durch „Blockwahl“ (limited voting) gewählt, mit zwei oder drei Stimmen je nach Mandatszahl des Wahlkreises.
- Als „mittlere Wahlkreise“ (中選挙区, chū-senkyo-ku) werden die Einteilungen in Mehrmandatswahlkreise bezeichnet, die die meisten Präfekturen mehrfach unterteilten. Sie wurden von 1928 bis 1993 durchgehend (mit Ausnahme der Wahl von 1946) verwendet, wobei die genaue Einteilung und die Zahl der Abgeordneten in den Wahlkreisen mehrfach verändert wurde.
- Als System „kleiner Wahlkreise“  (小選挙区, shō-senkyo-ku) werden die Einteilungen bezeichnet, die überwiegend oder wie heute ausschließlich aus Einmandatswahlkreisen bestehen. Die Abgeordneten werden durch einfache Mehrheitswahl bestimmt. Sie wurden bei den Wahlen zwischen 1889 und 1898, 1920 und 1924 und seit 1996 verwendet. Das heutige Wahlsystem wurde nach der Wahlrechtsreform von 1994 erstmals bei der Shūgiin-Wahl 1996 eingesetzt; dabei wurde auch das Grabenwahlsystem eingeführt, bei dem zusätzlich zu den direkt gewählten Abgeordneten auch ein Teil der Mandate durch Verhältniswahl bestimmt wird.

### „Erbliche“ Mandate
Es ist traditionell durchaus üblich, dass Abgeordnete ihren Parlamentssitz vom Vater (oder Adoptivvater, oft der Schwiegervater) „erben“, also in direkter Nachfolge gewählt werden. Solche sogenannten „Erbabgeordneten“ (世襲議員, seshū giin) machten 1993 45 Prozent der LDP-Abgeordneten und 29 Prozent des gesamten Shūgiin aus. 2000 waren rund ein Viertel (122) der Abgeordneten Nisei, also in zweiter Generation.
In den 2000er Jahren wurde mehrfach über Einschränkungen für „Erbpolitiker“ diskutiert. 2009 konnte sich die LDP-geführte Regierung unter Tarō Asō (Politiker in fünfter Generation, aber ohne direkte „Erbschaft“ seines Wahlkreises) nicht auf eine Reform verständigen. Die damals größte Oppositionspartei, die Demokratische Partei unter Yukio Hatoyama (Politiker in vierter Generation, ebenfalls ohne direkte „Erbschaft“ seines Wahlkreises), hatte einen entsprechenden Gesetzentwurf eingebracht, der es Kandidaten untersagt hätte, um die Nachfolge eines nahe verwandten Abgeordneten in dessen Wahlkreis zu kandidieren.

## Kompetenzen
Das Shūgiin teilt sich die legislative Gewalt mit dem Sangiin, im Normalfall erfordert ein Gesetz die Zustimmung beider Häuser. Allerdings hat das Shūgiin im Konfliktfall die Möglichkeit, das Sangiin mit einer Zweidrittelmehrheit zu überstimmen. Stimmt das Sangiin über einen im Shūgiin verabschiedeten Gesetzentwurf binnen 60 Tagen nicht ab, gilt das Votum des Shūgiin. Beim Haushalt und bei internationalen Verträgen genügt die einfache Mehrheit im Shūgiin, die Frist zur automatischen Gültigkeit verkürzt sich auf 30 Tage.
Bei der Wahl des Premierministers ist ebenfalls die Abstimmung im Shūgiin ausschlaggebend, bei Nichtabstimmung im Sangiin nach zehn Tagen. Eine angenommene Misstrauens- bzw. verlorene Vertrauensabstimmung gegen das Kabinett (内閣[不]信任決議 naikaku fu-/shinnin ketsugi) im Shūgiin muss nach Artikel 69 der Verfassung innerhalb von zehn Tagen entweder durch die Auflösung der Kammer durch das Kabinett und die Ausrufung von Neuwahlen oder den Rücktritt des gesamten Kabinetts beantwortet werden. In der Nachkriegszeit gab es vier erfolgreiche Misstrauensvoten: 1948 (siehe unten) und 1953 gegen das zweite und vierte Kabinett von Yoshida Shigeru, 1980 gegen das zweite Kabinett von Ōhira Masayoshi und 1993 gegen das Kabinett Miyazawa. Alle vier resultierten in Neuwahlen, die 1980 (durch den Erschöpfungstod Ōhiras im Wahlkampf) und 1993 zu einem Wechsel im Amt des Premierministers führten.
Das vom Premierminister geführte Kabinett kann den Tennō jederzeit beauftragen, das Shūgiin aufzulösen, und so Neuwahlen herbeiführen. Die Bestimmungen der Verfassung bezüglich der Auflösung des Shūgiin sind nur für den Fall einer verlorenen Vertrauens- oder erfolgreichen Misstrauensabstimmung eindeutig. Der heutige, aus Artikel 7 abgeleitete Regelfall, eine Auflösung des Shūgiin ohne Misstrauensvotum, war in der unmittelbaren Nachkriegszeit noch ein Streitfall. Der Verfassungsartikel führt die Staatsaufgaben (kokuji kōi) des Tennō auf, die dieser „auf Empfehlung und mit Zustimmung des Kabinetts“ durchführt, darunter die Auflösung des Shūgiin. 1948 wurde der Verfassungsinterpretation der Besatzungsbehörden folgend noch ein Misstrauensvotum verabschiedet, um die von Premierminister Yoshida Shigeru gewünschte Auflösung der Kammer und die Neuwahl 1949 zu erreichen. 1952 führte Yoshida wenige Monate nach dem Ende der Besatzungszeit erstmals eine Auflösung des Shūgiin ohne Bezugnahme auf Artikel 69 und ohne Misstrauensvotum durch.
Die Kammer selbst kann zwar eine Resolution zur Auflösung (解散要求決議, kaisan yōkyū ketsugi) beschließen, diese hat jedoch keine bindende Wirkung.

## Aktuelle Zusammensetzung
Die jüngste, 50. Abgeordnetenhauswahl fand am 27. Oktober 2024 statt. Dabei gewannen die Parteien folgende Mandatszahlen:
| Partei | Partei                               | Abgeordnete |
| ------ | ------------------------------------ | ----------- |
|        | Liberaldemokratische Partei          | 191         |
|        | Konstitutionell-Demokratische Partei | 148         |
|        | Nippon Ishin no Kai                  | 38          |
|        | Demokratische Volkspartei            | 28          |
|        | Kōmeitō                              | 24          |
|        | Reiwa Shinsengumi                    | 9           |
|        | Kommunistische Partei Japans         | 8           |
|        | Sanseitō                             | 3           |
|        | Konservative Partei Japans           | 3           |
|        | Sozialdemokratische Partei           | 1           |
|        | Unabhängige/ohne Parteinominierung   | 12          |
| Summe  | Summe                                | 465         |

Zu Beginn der 215. Nationalversammlung, der ersten nach der 50. Abgeordnetenhauswahl, hatten die neu formierten Fraktionen im Abgeordnetenhaus nach dem ersten Sitzungstag und der Wahl des Präsidiums (Stand: 11. November 2024) folgende Stärken:
| Fraktionen (kaiha; englisch derzeit “in-house groups”) | Fraktionen (kaiha; englisch derzeit “in-house groups”)                                   | Fraktionen (kaiha; englisch derzeit “in-house groups”)           | Fraktionen (kaiha; englisch derzeit “in-house groups”) | Abgeordnete | Abgeordnete |
| Name                                                   | Name                                                                                     | Englisch                                                         | Parteizugehörigkeiten der Mitglieder                   |             | Frauen      |
| ------------------------------------------------------ | ---------------------------------------------------------------------------------------- | ---------------------------------------------------------------- | ------------------------------------------------------ | ----------- | ----------- |
|                                                        | Jiyūminshutō/Mushozoku no kai „Liberaldemokratische Partei/Versammlung der Unabhängigen“ | Liberal Democratic Party                                         | LDP, parteilos                                         | 196 (42,2%) | 19          |
|                                                        | Rikken Minshutō/Mushozoku „Konstitutionell-Demokratische Partei/Unabhängige“             | The Constitutional Democratic Party of Japan and the Independent | KDP, SDP                                               | 148 (31,8%) | 30          |
|                                                        | Nippon Ishin no Kai „Versammlung der Erneuerung/Restauration Japan“                      | Nippon Ishin (Japan Innovation Party)                            | Ishin                                                  | 38 (8,2%)   | 4           |
|                                                        | Kokumin Minshutō/Mushozoku Club „Demokratische Volkspartei/Unabh. Klub“                  | Democratic Party For the People                                  | DVP                                                    | 28 (6%)     | 9           |
|                                                        | Kōmeitō „Gerechtigkeitspartei“                                                           | Komeito                                                          | Kōmeitō                                                | 24 (5,2%)   | 4           |
|                                                        | Reiwa Shinsengumi                                                                        | REIWA SHINSENGUMI                                                | Reiwa Shinsengumi                                      | 9 (1,9%)    | 4           |
|                                                        | Nihon Kyōsantō Kommunistische Partei Japans                                              | Japanese Communist Party                                         | KPJ                                                    | 8 (1,7%)    | 3           |
|                                                        | Yūshi no Kai ≈„Versammlung der Willigen/Gleichgesinnten“                                 | Yushi no Kai                                                     | Parteilose (Ex-Demokraten)                             | 4 (0,9%)    | 0           |
|                                                        | Sanseitō „Partizipationspartei“                                                          | SANSEITO                                                         | Sanseitō                                               | 3 (0,6%)    | 2           |
|                                                        | Nippon Hoshutō „Konservative Partei Japans“                                              | Conservative Party of Japan                                      | Konservative Partei Japans                             | 3 (0,6%)    | 1           |
|                                                        | Fraktionslos                                                                             | Fraktionslos                                                     | parteilos, LDP (Präsident), KDP (Vizepräsident)        | 4 (0,9%)    | 0           |
| Summe                                                  | Summe                                                                                    | Summe                                                            | Summe                                                  | 465         | 73 (15,7%)  |

Zum Beginn der 215. Nationalversammlung wurden Fukushirō Nukaga (LDP) erneut zum Präsidenten und Kōichirō Genba (KDP) zum Vizepräsidenten des Shūgiin gewählt.

## Sitzordnung
Die Sitzordnung der Fraktionen wird zu Beginn einer Sitzungsperiode vom Präsidenten festgelegt. Sie entspricht nicht politischen links-rechts-Zuordnungen, wie das in manchen anderen Parlamenten, z. B. dem Deutschen Bundestag der Fall ist. Stattdessen werden die Fraktionen von rechts nach links absteigend nach Größe geordnet, ganz links sitzen fraktionslose Abgeordnete. Innerhalb der Fraktionen werden die Abgeordneten nach Anzahl der Wiederwahlen platziert.